# Yang Yang (A)
Yang Yang (chinesisch 楊揚 / 杨扬, Pinyin Yáng Yáng; * 24. August 1976 in Tangyuan, Heilongjiang) ist eine ehemalige chinesische Shorttrack-Läuferin und heutige Sportfunktionärin. 2002 gewann sie die erste chinesische Goldmedaille bei Olympischen Winterspielen. Seit 2020 ist sie Vizepräsidentin der Welt-Anti-Doping-Agentur (WADA).
Yang gehörte ab Mitte der 1990er-Jahre bis zu ihrem Rücktritt 2006 dem chinesischen Shorttrack-Nationalteam an. Sie gewann in dieser Zeit zwei olympische Goldmedaillen – in Salt Lake City 2002 über 500 Meter und 1000 Meter – sowie achtzehn Weltmeistertitel (zuzüglich vier Erfolgen bei Teamweltmeisterschaften). Zwischen 1999 und 2002 belegte sie viermal in Folge den ersten Rang der Mehrkampf-Gesamtwertung im Weltcup. Nach dem Ende ihrer aktiven Karriere wurde Yang Sportfunktionärin und -botschafterin. Von 2010 bis 2018 war sie Mitglied des Internationalen Olympischen Komitees und übernahm zum 1. Januar 2020 die Vizepräsidentschaft der Welt-Anti-Doping-Agentur. Sie war als Vorsitzende der Athletenkommission an der Organisation der Olympischen Winterspiele 2022 in Peking beteiligt.

## Name
Während ihrer Zeit als Sportlerin wurde Yang Yang in Wettkampflisten als Yang Yang (A) geführt. Der dem Namen zugefügte Buchstabe (A) diente der Unterscheidung zu einer zweiten, ebenfalls im Shorttrack aktiven Athletin mit dem Namen Yang Yang. Während die chinesischen Namen beider Shorttrackerinnen verschieden geschrieben werden und unterschiedliche Bedeutungen haben (楊揚 – „Wehende Fahne“ versus 楊陽 – „Sonnenschein“), sind ihre romanisierten Formen identisch.
Ursprünglich sollten die beiden Buchstaben L und S zur Abgrenzung herangezogen werden, wobei das L für large die ältere Yang markieren sollte und das S für small die jüngere. Die jüngere Yang Yang behielt diesen Buchstaben und startete ab 1995 unter dem Namen Yang Yang (S), die ältere empfand die angestrebte Unterscheidung als abwertend und wählte das (A). Später erklärte sie, den Buchstaben ausgesucht zu haben, weil er der erste im westlichen Alphabet sei und für besonders gute Leistungen in der Schule stehe. Eine alternative Erklärung ist die Abkürzung der Geburtsmonate der beiden Yangs: August und September. Auch nachdem Yang Yang (S) ihre Karriere 2002 beendet hatte, behielt Yang Yang (A) den Namenszusatz bis zum Ende ihrer eigenen Laufbahn bei, weil sie ihn als erweiterten Teil ihrer Identität betrachtete. In Datenbanken der Internationalen Eislaufunion erscheint sie weiterhin als Yang Yang (A), während sie in Artikeln über ihre späteren Tätigkeiten als Sportfunktionärin Yang Yang genannt wird.

## Werdegang

### Aktive Sportlerin
Yang Yang wurde in Tangyuan, einem Kreis der bezirksfreien Stadt Jiamusi in der nordostchinesischen Provinz Heilongjiang, geboren. In ihrer Kindheit lernte sie Eislaufen und besuchte ab 1986 die Sportschule in Qitaihe. Wenige Jahre später kam sie an die Sportschule der Provinzhauptstadt Harbin. In dieser Zeit entdeckte sie der Eisschnelllauftrainer Jin Meiyu. Jin sagte später, Yang habe als Jugendliche schlechtere körperliche Voraussetzungen gehabt als viele andere seiner Schülerinnen, sie sei ihm aber durch ihre Technik und insbesondere ihre Durchhaltefähigkeit aufgefallen. 1991 gewann Yang 15-jährig ihren ersten nationalen Meistertitel in der jungen Eisschnelllauf-Disziplin Shorttrack, die im Folgejahr zum ersten Mal Teil des olympischen Programms war. Yang etablierte sich im Eliteteam der Provinz Heilongjiang, gewann weitere nationale Rennen und trainierte ab 1993 mit dem chinesischen Nationalkader. Geschwächt durch vorheriges Übertraining verpasste sie die teaminterne Qualifikation für die Olympischen Winterspiele 1994 in Lillehammer. Mitte der 1990er-Jahre nahm sie erstmals an Weltmeisterschaften teil und gewann als Staffelläuferin ihre erste internationale Medaille.

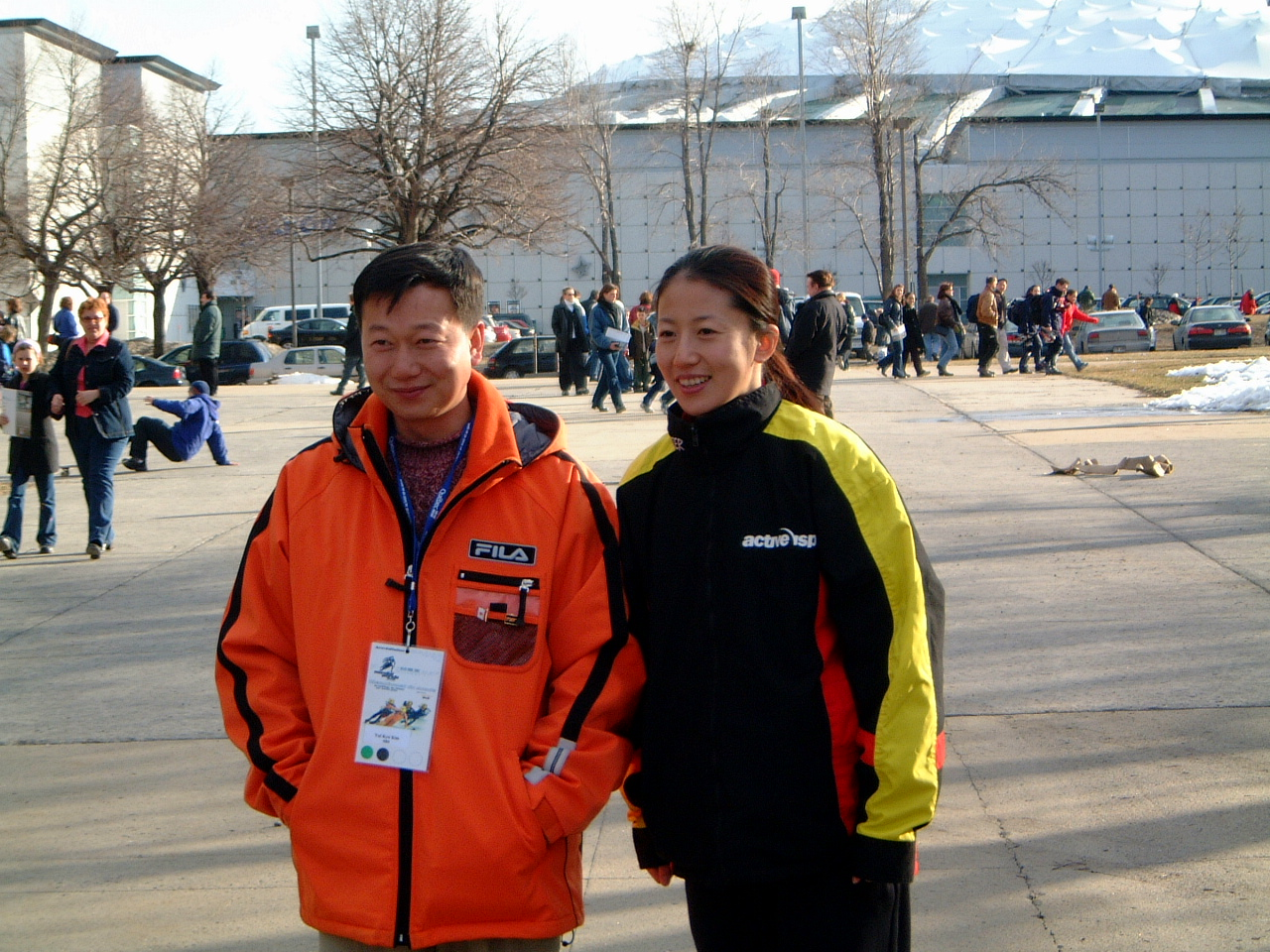
Yang Yang (rechts) beim Weltcup in Montreal (etwa 2000)

1997 wurde Yang in Nagano mit Streckensiegen über 500 Meter und 1000 Meter als erste Chinesin Shorttrack-Weltmeisterin im Mehrkampf. Sie teilte sich den Erfolg mit der punktgleichen Südkoreanerin Chun Lee-kyung. Yang verteidigte ihren Titel bis 2002 durchgehend und war damit die erste Shorttrackerin, die sechs WM-Goldmedaillen im Mehrkampf gewann. Hinzu kamen im Zeitraum von 1997 bis 2005 insgesamt fünf WM-Siege mit der Staffel und sieben Weltmeistertitel auf Einzelstrecken. Mit 26 Medaillen bei Weltmeisterschaften, darunter 18 goldenen, zählt sie zu den erfolgreichsten WM-Teilnehmerinnen. Darüber hinaus wurde Yang viermal mit der chinesischen Auswahl Teamweltmeisterin und gewann sieben Goldmedaillen bei Winter-Asienspielen sowie zwei Titel bei Winter-Universiaden. In den ersten vier Saisons des seit 1998 ausgetragenen Shorttrack-Weltcups war sie jeweils die Siegerin der Gesamtwertungen im Mehrkampf und über 1500 Meter. Zudem stand sie dreimal auf Rang eins der 1000-Meter-Rangliste. In den vier Jahren zwischen 1998 und 2002 feierte Yang den Großteil ihrer insgesamt 60 Einzel-Weltcupsiege (darunter 15 Erfolge im Mehrkampf). Verantwortlich für ihr Training in dieser Zeit war Xin Qingshan als chinesischer Nationaltrainer.
Bei den Olympischen Winterspielen 2002 in Salt Lake City gewann Yang über 500 Meter und 1000 Meter die ersten beiden chinesischen Goldmedaillen in einer Wintersportart in der olympischen Geschichte des Landes. Bereits bei ihrer Olympiapremiere 1998 in Nagano hatte sie als Mitfavoritin gegolten, aber als einzige Medaille Staffelsilber (mit Sun Dandan, Wang Chunlu und Yang Yang (S)) gewonnen – über 1000 Meter war sie wegen eines Manövers gegen Chun Lee-kyung in der letzten Kurve disqualifiziert worden. In Salt Lake City schlug Yang am 16. Februar 2002 über 500 Meter Ewgenija Radanowa aus Bulgarien und eine Woche später über 1000 Meter die Koreanerin Ko Gi-hyun. Zudem holte sie mit der Staffel in gleicher Besetzung wie 1998 eine zweite Silbermedaille hinter den Athletinnen aus Südkorea. Mit insgesamt drei Medaillen gehörte sie zu den erfolgreichsten Sportlerinnen der Winterspiele 2002.
Nach 2002 endete Yangs internationale Siegesserie: Im Weltcup lösten ihre Mannschaftskollegin Fu Tianyu und die Kanadierin Amélie Goulet-Nadon sie in der Saison 2002/03 an der Spitze der Gesamtwertungen ab. Bei den Weltmeisterschaften 2003 gewann sie hinter Choi Eun-kyung Silber im Mehrkampf. Yang zog sich nach der WM für ein Jahr, das sie im Rahmen ihres Studiums in den Vereinigten Staaten verbrachte, vom Wettbewerbsgeschehen zurück. 2004/05 trat sie aber wieder international an, feierte erneut mehrere Weltcupsiege und errang bei den Weltmeisterschaften 2005 ihren 18. und letzten Weltmeistertitel (über 500 Meter). Ihre letzten Wettkämpfe bestritt sie bei den Olympischen Winterspielen 2006 in Turin, bei deren Eröffnungsfeier sie chinesische Fahnenträgerin war. In Turin gewann Yang als Dritte über 1000 Meter hinter Jin Sun-yu und Wang Meng ihre fünfte olympische Medaille. Nach den Olympischen Spielen erklärte sie ihren Rücktritt vom aktiven Sport.

### Sportfunktionärin und -botschafterin
Schon während ihrer aktiven Laufbahn war Yang Yang Mitglied verschiedener Sportgremien. 2005 wurde sie Teil des neugegründeten 13-köpfigen Athletenkomitees innerhalb der Welt-Anti-Doping-Agentur (WADA). Sie gehörte zu diesem Zeitpunkt auch dem Athletenkomitee der Internationalen Eislaufunion (ISU), dem Chinesischen Olympischen Komitee und der Athletenkommission des Internationalen Olympischen Komitees (IOC) an. Im Anschluss an ihren Rücktritt als Shorttrackerin trat sie im Sommer 2006 der IOC-Kommission für Frauen und Sport bei und wurde im Februar 2010 als vierte Festlandchinesin zum IOC-Mitglied gewählt. Nach zwei vierjährigen Amtszeiten endete 2018 ihre IOC-Mitgliedschaft, in der sie sich nach eigener Aussage besonders um die Gleichstellung der Geschlechter bemühte. Von 2016 bis 2019 war sie ISU-Ratsmitglied, ehe sie im November 2019 auf Vorschlag des IOC Executive Boards für drei Jahre zur Vizepräsidentin der Welt-Anti-Doping-Agentur gewählt wurde. Sie folgte auf die Norwegerin Linda Helleland. Das Amt des Präsidenten übernahm Witold Bańka aus Polen. Die Amtszeiten von Bańka und Yang begannen am 1. Januar 2020. Beide wurden im November 2022 für eine weitere Amtszeit bis Ende 2025 gewählt.
Neben ihren Funktionsämtern im internationalen Sport engagierte sich Yang auch auf nationaler Ebene sportpolitisch. Sie ist Mitglied der Politischen Konsultativkonferenz des chinesischen Volkes und setzte sich 2015 für die Bewerbung Pekings für die Olympischen Winterspiele 2022 ein. Nachdem Peking die Winterspiele zugesprochen bekommen hatte, übernahm sie die Rolle als Vorsitzende der Athletenkommission im Organisationskomitee. Yang war Gründerin der 2013 eröffneten Feiyang-Eishalle im Shanghaier Stadtteil Pudong und beteiligte sich in den folgenden Jahren an weiteren ähnlichen Projekten. Als Motivation dafür nannte sie 2019 den Wunsch, das Interesse an Wintersport in der breiten chinesischen Bevölkerung zu erhöhen – insbesondere in den Landesteilen, die klimatisch und historisch keinen Bezug zu Sport auf Schnee und Eis haben. Zur Förderung des Schulsports in China gründete sie 2009 die Champion Foundation.
2015 trat Yang der Laureus World Sports Academy bei. Sie ist zudem weltweite Botschafterin (Global Ambassador) für die Special Olympics. Nach den Winterspielen 2006 folgte Yang dem Beispiel des US-Eisschnellläufers Joey Cheek und spendete ihre Medaillenprämie in Höhe von 10.000 US-Dollar an das Kinderhilfswerk Right To Play. Seit 2021 unterstützt sie das Flüchtlingskommissariat der Vereinten Nationen (UNHCR), das sie 2023 zur Goodwill-Botschafterin ernannte.

## Persönliches und Ehrungen
Yang Yang hat eine anderthalb Jahre jüngere Schwester. Ihr Vater, ein Polizist, starb 1993, als Yang 18 Jahre alt war. Wegen finanzieller Belastungen durch Operationen ihrer Mutter lebte die Familie zwischenzeitlich mit hohen Schulden. Von 2002 bis 2007 absolvierte Yang ein betriebswirtschaftliches Bachelorstudium an der Tsinghua-Universität in Peking. Um ihre Englischkenntnisse zu verbessern, verbrachte sie – mit finanzieller Unterstützung des chinesischen Shorttrack-Teams – ab 2003 ein Jahr in den Vereinigten Staaten, zunächst an der University of Utah in Salt Lake City, dann in San Francisco. Sie kehrte 2004 nach Peking zum nationalen Trainingszentrum der Shorttracker zurück und begründete diesen Schritt später damit, dass sie die Teamatmosphäre vermisst habe und sich in den USA manchmal alleine gefühlt habe. Ende 2007 heiratete Yang einen chinesisch-amerikanischen Geschäftsmann. 2012 bekam sie einen Sohn, 2015 eine Tochter.
Als wesentlich für ihre Erfolge nannte Yang bei einem Vortrag 2018 an erster Stelle, dass sie sich ihres Erfolges niemals sicher gewesen sei und ständig daran gearbeitet habe, etwa ihre Rennstrategie zu verbessern.
Im Februar 2003 wurde Yang mit den 2002 China Sports Awards – dem chinesischen Äquivalent zu den Laureus World Sports Awards – als Sportlerin des Jahres (von Sportjournalisten) und als populärste Sportlerin des Jahres (von Fans) ausgezeichnet. Die staatliche Nachrichtenagentur Xinhua bezeichnete Yangs Goldmedaillen bei den Winterspielen von Salt Lake City anlässlich der Ehrung als „historischen Durchbruch“. Neun Jahre später erhielt sie angesichts ihrer Wahl in das Internationale Olympische Komitee und der Gründung ihrer Stiftung die Auszeichnung für einen Besonderen Sportbeitrag (Sports Special Contribution). Als sportliche Nachfolgerin Yangs machten chinesische Medien die aus der gleichen Provinz stammende Wang Meng aus, die 2006 und 2010 insgesamt vier Olympiasiege feierte.

## Ergebnisse bei Olympischen Winterspielen
Von 1998 bis 2006 zählte Yang Yang bei drei aufeinanderfolgenden Winterspielen zum chinesischen Aufgebot. Sie nahm an zehn Wettkämpfen teil, in denen sie fünf Medaillen, darunter zwei goldene, gewann.
| Olympische Winterspiele | Olympische Winterspiele | 500 m | 1000 m | 1500 m | Staffel |
| Jahr                    | Ort                     | 500 m | 1000 m | 1500 m | Staffel |
| ----------------------- | ----------------------- | ----- | ------ | ------ | ------- |
| 1998                    | Nagano                  | 15.   | 8.     |        | 2.      |
| 2002                    | Salt Lake City          | 1.    | 1.     | 4.     | 2.      |
| 2006                    | Turin                   | –     | 3.     | 11.    | DSQ     |